# Enaretta brevicauda
Enaretta brevicauda là một loài bọ cánh cứng trong họ Cerambycidae.